# Paromalus inunctus
Paromalus inunctus är en skalbaggsart som beskrevs av Sylvain Auguste de Marseul 1862. Paromalus inunctus ingår i släktet Paromalus och familjen stumpbaggar. Inga underarter finns listade i Catalogue of Life.